# Benešov
Benešov (dawn. niem. Beneschau) – miasto w Czechach, w kraju środkowoczeskim, siedziba powiatu Benešov. 
Powierzchnia miasta wynosi 4 687 ha, a liczba jego mieszkańców według danych Czeskiego Urzędu Statystycznego z 1 stycznia 2023 – 16 875 osób. 
W pobliżu znajduje się zamek Konopiszcze, którego najbardziej znanym właścicielem był arcyksiążę Franciszek Ferdynand Habsburg.
W Benešovie urodzili się m.in. Józef Jawurek (1756), František Václav Mareš (1922), Vladimír Hirsch (1954), Tereza Vanžurová (1991).

## Demografia
| Rok             | 1970   | 1980   | 1991   | 2001   | 2003   | 2011   | 2017   |
| --------------- | ------ | ------ | ------ | ------ | ------ | ------ | ------ |
| Liczba ludności | 10 769 | 14 258 | 15 892 | 16 323 | 16 257 | 16 484 | 16 544 |

Źródło: Czeski Urząd Statystyczny

## Współpraca
Miejscowość partnerska:
- Tienen, Belgia